# Les Deux Guitares (chanson)
Pour l’article homonyme, voir Les Deux Guitares.
Clip vidéo
[vidéo] « Velizar Assenov - Two Guitars », sur YouTube
[vidéo] « Charles Aznavour - Les deux guitares », sur YouTube
[vidéo] « Opa Tsupa - Les deux guitares », sur YouTube
Les Deux Guitares est une chanson d'amour folklorique traditionnelle tsigane russe, composée au XIXe siècle par le compositeur russe Ivan Vasiliev (1810-1870), avec les paroles du poète russe Apollon Grigoriev (1822-1864,,). Elle fait partie des grands succès du répertoire de Charles Aznavour avec son adaptation française Les deux guitares de son album Les Deux Guitares de 1960. 

## Historique
Variante de la chanson Les Yeux noirs de la même époque, le poète russe Apollon Grigoriev (ami du compositeur russe Ivan Vasiliev) écrit ce poème de 1857 sur le thème de ses amours malheureux. Le texte est mis en musique sur un thème de musique tzigane slaves folklorique traditionnelle, de guitares, balalaïka, violons, et accordéon, plein d’allégresse, de joie, de mélancolie, et de nostalgie : « Au moins tu me parleras, Ô mon amie à sept cordes, mon âme est submergée par le chagrin, en cette nuit de pleine lune... »[réf. nécessaire]

## Reprises et adaptations
La chanson est reprise par de nombreux interprètes, dont Vladimir Vyssotski, Ivan Rebroff, Yul Brynner et Aleosha Dmitriévich, Charles Aznavour avec son adaptation Les deux guitares de son album Les Deux Guitares de 1960, Thomas Dutronc, ou encore Opa Tsupa (en version jazz manouche). « Deux tziganes sans répit, grattent leur guitare, ranimant du fond des nuits, toute ma mémoire, sans savoir que roule en moi, un flot de détresse, font renaître sous leurs doigts, ma folle jeunesse... » (version française de Charles Aznavour).